# Lijst van burgemeesters van Valkenburg aan de Geul
Dit is een lijst van burgemeesters van de Nederlandse gemeente Valkenburg aan de Geul in de provincie Limburg sinds het ontstaan bij de gemeentelijke herindeling in 1982.
| Ambtsperiode | Naam burgemeester           | Partij of stroming | Bijzonderheden                                                                  |
| ------------ | --------------------------- | ------------------ | ------------------------------------------------------------------------------- |
| 1982 - 1991  | Paul (P.P.M.) Gilissen      | CDA                | vanaf 1976 al burgemeester van Valkenburg-Houthem                               |
| 1990 - 1992  | Jo (J.G.) Smeets            | CDA                | waarnemend burgemeesterschap begon toen Gilissen officieel nog burgemeester was |
| 1992 - 2007  | Constant (C.A.C.M.) Nuytens | CDA                |                                                                                 |
| 2007 - 2017  | Martin (M.J.A.) Eurlings    | CDA                | tot 2008 en vanaf 2016 waarnemend burgemeester                                  |
| 2017 - 2021  | Jan (J.J.) Schrijen         | Partijloos         | tot 1 maart 2018 en vanaf 1 maart 2021 waarnemend burgemeester                  |
| 2021 - heden | Daan (D.M.M.T.) Prevoo      | Partijloos         |                                                                                 |